# Sueglio
Sueglio (lombardul: Suej) település Olaszországban, Lombardia régióban, Lecco megyében. Lakosainak száma 143 fő (2023. január 1.). Sueglio Dervio, Dorio és Valvarrone községekkel határos.

## Népesség
A település lakossága az elmúlt években az alábbi módon változott:
| Lakosok száma | 164  | 161  | 143  |
|               | 2017 | 2018 | 2023 |